# McDonnell Douglas MD-90
De McDonnell Douglas MD-90 is een tweemotorig commercieel vliegtuig. Het toestel heeft een capaciteit van 172 passagiers. Het is een gemodificeerde versie van de McDonnell Douglas MD-80. De MD-90-toestellen zijn sinds 1989 in gebruik.

## Achtergrond
De MD-90 is een middengroot, medium-bereik vliegtuig ontworpen uit de MD-80-serie. Het toestel is gemiddeld 1,5 meter langer dan de MD-88, met gelijksoortige elektronische vlieginstrumenten en sterkere, stillere en meer brandstofbesparende IAE V2500-motoren.
De MD-90 werd geïntroduceerd in 1989, vloog voor het eerst in 1993, en is in gebruik sinds 1995. Er bestaan twee versies van de MD-90: de -30 en -30ER. De -30 heeft een bereik van 3.860 kilometer. De -30ER heeft een grotere capaciteit en een bereik van 4.426 kilometer, met een afkoppelbare brandstoftank. Een derde versie, de –50, werd wel ontworpen, maar niet in gebruik genomen.
Er werden geen nieuwe MD-90-bestellingen meer geplaatst nadat Boeing en McDonnell Douglas fuseerden in 1997 vanwege de interne competitie met Boeings 737. In totaal zouden er 20 MD-90's gebouwd worden onder contract in China als onderdeel van het Trunklinerprogramma, maar door Boeings beslissing zijn er uiteindelijk maar twee gebouwd. Deze zijn gebouwd door Shanghai Aircraft. De productie van MD-90-toestellen stopte in 2000. Het laatste toestel is geleverd aan Saudi Arabian Airlines. De MD-90 is het minst succesvolle toestel van de DC-9-familie; in totaal zijn er 116 exemplaren van verkocht.
De grootste concurrenten van de MD-90 zijn de Airbus A320 en de Boeing 737-800. De vliegmaatschappijen die het meest gebruikmaken van de MD-90 zijn Delta Air Lines, Saudi Arabian Airlines en Japan Air System (JAS).

## Specificaties
|                     | MD-90-30                                                 | MD-90-30ER                                               |
| ------------------- | -------------------------------------------------------- | -------------------------------------------------------- |
| Passagiers          | 153 (2e klasse) 172 (1e klasse)                          | 153 (2e klasse) 172 (1e klasse)                          |
| Maximum stargewicht | 70.760 kg                                                | 76.204 kg                                                |
| Afstand             | 3.860 km                                                 | 4.023 km * 4.424 km                                      |
| Standaard snelheid  | Machgetal 0,76 (811 km/h)                                | Machgetal 0,76 (811 km/h)                                |
| Lengte              | 46,5 m                                                   | 46,5 m                                                   |
| Spanwijdte          | 32,87 m                                                  | 32,87 m                                                  |
| Hoogte              | 9,4 m                                                    | 9,4 m                                                    |
| Motor (2 x)         | IAE V2525-D5 111,21 kN Optioneel: IAE V2528-D5 124,55 kN | IAE V2525-D5 111,21 kN Optioneel: IAE V2528-D5 124,55 kN |

Notitie: * met extra brandstoftank van 565 gallon.

## Voetnoten
1. ↑  MD-90 page on airliners.net
2. 1 2  Becher 2002, p.102-105.
3. ↑  China Northern Airlines Receives First MD-90 Aircraft
4. ↑  Manufacturing Processes, Changes to the Trunkliner Program. Gearchiveerd op 4 april 2022.
5. ↑  Boeing in China, Boeing.
6. ↑  Orders and Deliveries search page, Boeing. Retrieved 22 april 2008.